# Campeonato Cearense de Futebol da Terceira Divisão de 2022
O Campeonato Cearense de Futebol - Terceira Divisão de 2022 foi a 19ª edição do torneio, organizado pela Federação Cearense de Futebol. A competição premiou os clubes com duas vagas para a Segunda Divisão de 2023. Ao todo, 8 equipes disputaram a competição.

## Regulamento
O Campeonato foi disputado em três fases, a saber: Primeira Fase, Semifinal e Final.
Na Primeira Fase oito clubes jogaram entre si em turno único, em único grupo (Grupo A) totalizando 7 (sete) jogos para cada clube, conforme sorteio de mando realizado no Conselho Técnico. No caso de empate em pontos ganhos entre dois ou mais clubes ao final da Primeira Fase, o desempate, para efeito de classificação, foi efetuado observando-se os critérios abaixo:
1. maior número de vitórias;
2. melhor saldo de gols;
3. maior número de gols pró;
4. confronto direto (entre dois clubes somente);
5. sorteio.

As Semifinais foram disputadas em partidas de ida e volta com os seguintes confrontos:
- GRUPO B - 1º lugar da 1ª fase x 4º lugar da 1ª fase

- GRUPO C - 2º lugar da 1ª fase x 3º lugar da 1ª fase

O mando de campo na partida de volta o clube de melhor campanha.
A Final foi disputada em partida única com o seguinte confronto:
- Vencedor do Grupo B x vencedor do Grupo C.

O clube com direito ao mando de campo da partida final obedeceu os critérios a seguir:
1. I – Melhor pontuação geral;
2. II – Melhor saldo de gols geral;
3. III – Maior número de gols marcados geral;
4. IV – Sorteio.

O clube vencedor da Fase Final foi atribuído o título de Campeão Cearense da Série C 2022. Ao clube perdedor da fase final foi atribuído o título de Vice-campeão Cearense da Série C 2022.
Os clubes classificados a final obtiveram acesso ao Campeonato Cearense da Série B 2023.

## Participantes
| Associação Anjos do Céu | Fortaleza         | Não disputou  | CT Tijuca Alimentos (0.000) | 0 (não possui)  |
| Associação Esportiva Campo Grande Futebol Clube                                                                                              | Juazeiro do Norte | 4°            | Arena Romeirão (17.000)     | 1 (2018)        |
| Crateús Esporte Clube | Crateús           | 5°            | Juvenal Melo (6.000)        | 2 (2004 e 2010) |
| Esporte Clube Limoeiro | Limoeiro do Norte | 9°            | Bandeirão (5.000)           | 0 (não possui)  |
| Itarema Esporte Clube | Itarema           | 8°            | Dedézão (4.000)             | 0 (não possui)  |
| Associação dos Desportistas de Pacatuba | Pacatuba          | 10° (Série B) | Moraisão (5.000)            | 1 (2019)        |
| Sociedade Esportiva e Cultural Terra e Mar Clube                                                                                             | Fortaleza         | Não disputou  | Luiz Cesário (2.000)        | 0 (não possui)  |
| Centro Esportivo União | Fortaleza         | 9° (Série B)  | João Ronaldo (2.000)        | 1 (2017)        |
| Fortaleza Campo Grande Crateús Esporte Limoeiro Itarema Pacatuba Fortaleza: Anjos do Céu Terra e Mar UniãoLocalização das equipes do estado. |                   |               |                             |                 |

## Técnicos
| Equipe           | Técnico                                                                                              |
| ---------------- | --- |
| Anjos do Céu     | Jefferson Germano (1ª) Hendrich Miller (2ª—7ª, primeira fase)                                        |
| Campo Grande-CE  | Eduardo Rodrigues (1ª—6ª, primeira fase) João Severo (7ª, primeira fase—semifinal)                   |
| Crateús          | Maurílio Silva (1ª—final)                                                                            |
| Esporte Limoeiro | Júnior Ferreira (1ª—7ª, primeira fase)                                                               |
| Itarema          | Nenê Vannucci (1ª—2ª) Arthur Vaz (3ª—4ª) Ederson Araújo (5ª—semifinal)                               |
| Pacatuba         | Washington Luiz (1ª—final)                                                                           |
| Terra e Mar      | Jozelio Souza (1ª—6ª) Bruno Dias (7ª, primeira fase)                                                 |
| União-CE         | Michel Cordeiro (1ª—2ª, 4ª—5ª) David Gomes (3ª e 7ª, primeira fase) Rafael Lopes (6ª, primeira fase) |

## Primeira fase
| Classificação | Classificação    | Classificação | Classificação | Classificação | Classificação | Classificação | Classificação | Classificação | Classificação | Classificação | Classificação |
| Pos           | Times            | Pts           | J             | V             | E             | D             | GP            | GC            | SG            | %             |               |
| ------------- | ---------------- | ------------- | ------------- | ------------- | ------------- | ------------- | ------------- | ------------- | ------------- | ------------- | ------------- |
| 1             | Pacatuba         | 15            | 7             | 4             | 3             | 0             | 17            | 1             | +16           | 71            |               |
| 2             | Crateús          | 12            | 7             | 3             | 3             | 1             | 5             | 3             | +2            | 57            |               |
| 3             | Itarema          | 11            | 7             | 3             | 2             | 2             | 5             | 5             | 0             | 52            |               |
| 4             | Campo Grande-CE  | 10            | 7             | 2             | 4             | 1             | 4             | 3             | +1            | 48            |               |
| 5             | Terra e Mar      | 9             | 7             | 2             | 3             | 2             | 10            | 7             | +3            | 43            |               |
| 6             | União-CE         | 7             | 7             | 2             | 1             | 4             | 3             | 15            | –12           | 33            |               |
| 7             | Anjos do Céu     | 5             | 7             | 1             | 2             | 4             | 3             | 7             | –4            | 24            |               |
| 8             | Esporte Limoeiro | 5             | 7             | 1             | 2             | 4             | 6             | 12            | –6            | 24            |               |

|  |                                  |
|  | Classificados para as semifinais |

| Anjos do Céu     | —   |     | 0–1 |     |     |     | 3–1 | 0–1 |
| Campo Grande-CE  | 0–0 | —   |     | 3–2 | 0–0 |     |     |     |
| Crateús          |     | 1–0 | —   |     | 1–0 | 0–0 |     |     |
| Esporte Limoeiro | 1–0 |     | 1–1 | —   |     |     | 1–2 | 1–1 |
| Itarema          | 0–0 |     |     | 1–0 | —   |     | 2–1 | 1–0 |
| Pacatuba         | 3–0 | 0–0 |     | 4–0 | 3–1 | —   |     |     |
| Terra e Mar      |     | 0–0 | 1–1 |     |     | 0–0 | —   |     |
| União-CE         |     | 0–1 | 1–0 |     |     | 0–7 | 0–5 | —   |

## Fase final
Em itálico, as equipes que possuem o mando de campo no primeiro jogo do confronto e em negrito as equipes classificadas.
Nesta fase em caso de empate em número de pontos, os confrontos serão definidos em cobranças de penaltis.

|  | Semifinais      | Semifinais | Semifinais | Semifinais |   |          | Final | Final |
|  |                 |            |            |            |   |          |       |       |
|  | Pacatuba        | 1          | 0          | (4)        |   |          |       |       |
|  | Campo Grande-CE | 0          | 1          | (2)        |   |          |       |       |
|  | Campo Grande-CE | 0          | 1          | (2)        |   | Pacatuba | 1     |       |
|  |                 |            |            |            |   | Pacatuba | 1     |       |
|  |                 | Crateús    | 0          |            |   |          |       |       |
|  | Crateús         | Crateús    | 0          | 1          | 2 | (4)      |       |       |
|  | Crateús         |            |            | 1          | 2 | (4)      |       |       |
|  | Itarema         | 4          | 0          | (2)        |   |          |       |       |

## Premiação
| Campeão Cearense Série C de 2022 |
| -------------------------------- |
| Pacatuba Campeão (2.º título)    |